# Philipp Kutter
Philipp Kutter, né le 31 août 1975 à Altstätten (originaire de Homburg et Wädenswil), est une personnalité politique suisse, membre du Centre. 
Il est député du canton de Zurich au Conseil national depuis juin 2018.

## Biographie
Philipp Kutter naît le 31 août 1975 à Altstätten, dans le canton de Saint-Gall. Il est originaire de Homburg, dans le canton de Thurgovie, et de Wädenswil, dans le canton de Zurich. Ses parents viennent de la vallée du Rhin saint-galloise et déménagent à Wädenswil lorsqu'il a 7 ans. Son père est chef de service auprès de Wild Heerbrugg ; sa mère travaille comme hôtesse de l'air chez Swissair, puis comme secrétaire.
Après sa maturité de type B (latin-anglais) obtenue à Zurich, il étudie l'histoire, les sciences des médias et la politologie à l'Université de Zurich et y obtient une licence.
Rédacteur au Zürichsee-Zeitung à Horgen de 2000 à 2004, il devient rédacteur en chef du Thalwiler Anzeiger de 2004 à 2008, puis chef de projet pour le groupe Zürichsee-Zeitung,. Il crée ensuite en 2009 sa propre agence de communication et de marketing,.
Il est victime en février 2023 d'un grave accident de ski qui le laisse partiellement tétraplégique.
Il est marié à Anja, rencontrée en 2003 alors qu'elle faisait un stage en journalisme sur son lieu de travail. Ils sont en couple depuis 2010 et parents de deux enfants.
Il habite à Wädenswil et a le grade de soldat à l'armée.

## Parcours politique
Fortement engagé chez les scouts dans sa jeunesse, il s'inscrit au Parti démocrate-chrétien après avoir étudié leur programme. En 1997, à l'âge de 22 ans, il devient président de la commission de la jeunesse de sa commune.
Avant d'intégrer le Conseil national, il est membre du Conseil communal (législatif) de Wädenswil de 2002 à 2006 puis de son Conseil de ville (exécutif) de 2006 à 2010. Il préside la commune depuis 2010.
En parallèle, il siège en tant que député au Grand Conseil du canton de Zurich du 21 mai 2007 au 31 juillet 2018.
Il accède au Conseil national le 11 juin 2018, grâce au retrait de Barbara Schmid-Federer (de). Il est réélu en 2019 et 2023. Il siège au sein de la Commission de la science, de l'éducation et de la culture (CSEC) et, depuis la nouvelle législature, de la Commission des transports et des télécommunications (CTT).
En septembre 2019, il introduit, par un amendement au projet de modification fiscale présenté par le gouvernement visant initialement à une plus grande déduction des frais de grade, une augmentation générale des déductions fiscales pour enfants, ce qui fait passer le coût de la réforme de 10 à 380 millions. Une partie de la presse alémanique le surnomme alors l'homme à 370 millions,. Le projet est finalement rejeté en votation le 27 septembre 2020.
En janvier 2022, il fait l'objet de critiques en raison de son engagement contre l'initiative populaire antitabac alors qu'il est coprésident de l'Alliance Enfance, qui elle soutient l'initiative,.

### Positionnement politique
Il se décrit comme un libéral avec une conscience sociale. Appartenant à l'aile gauche et progressiste de son parti sur les questions sociales, il soutient notamment le mariage entre personnes de même sexe et l'adoption pour les couples de même sexe.